# Medlov
Medlov (deutsch Mödlau) ist eine Minderstadt in Tschechien. Sie liegt sechs Kilometer nördlich von Pohořelice (Pohrlitz) und gehört zum Okres Brno-venkov (Bezirk Brünn-Land). Die Stadt war ursprünglich als ein Längsdreieckangerdorf angelegt.

## Geographie
Medlov befindet sich in der Thaya-Schwarza-Talsenke am linken Ufer der Jihlava (Igel) auf dem Gebiet des Naturparkes Niva Jihlavy. Östlich führt die Schnellstraße R 52/E 461 vorbei, zu der keine direkte Anbindung besteht.
Nachbarorte sind Bratčice (Bratschitz) im Norden, Sobotovice (Sobotowitz) und Ledce (Laatz) im Nordosten, Hrušovany u Brna (Rohrbach) im Osten, Unkovice (Hunkowitz) und Žabčice (Schabschitz) im Südosten, Smolín und Odrovice (Odrowitz) im Süden, Malešovice (Malspitz) im Südwesten, Jezeřany-Maršovice im Westen sowie Kupařovice (Kuprowitz) und Němčičky (Klein Niemtschitz) im Nordwesten.

## Geschichte
Die erste schriftliche Erwähnung von Medlov erfolgte in einer auf 1173 datierten Urkunde, die eine mittelalterliche Fälschung ist. Im Jahre 1203 wurde der Ort als Namenszusatz des Stepan de Medlov genannt, sein Sohn Adalbertus de Medlov trug später auch das Prädikat von Pernstein und seit dem 14. Jahrhundert verwendete das Geschlecht den Zusatz de Medlov nicht mehr. 1235 wurde eine Kirche und Pfarre errichtet. Medlov war zwischen mehreren Besitzer aufgeteilt. Neben dem geistlichen Besitz bestanden noch der Freihof mit der seit 1358 nachweislichen Feste und die Freimühle. Im Jahre 1447 gehörte der Ort zum Kloster Rosa Coeli. Später wurde Mödlau ein Teil der Herrschaft Seelowitz. Des Weiteren wurden Erdställe entdeckt, die aus dem 15. und 16. Jahrhundert stammen. Im Laufe des 16. Jahrhunderts kamen Angehörige der radikal-reformatorischen Täuferbewegung in den Ort.
Während des Dreißigjährigen Krieges wurden die Täufer (Hutterer) im Jahre 1622 aus Südmähren ausgewiesen und zogen nach Siebenbürgen weiter. Bei der Pestepidemie von 1645 starben 87 Einwohner. Durch Krieg und Seuchen wurde die bis dahin größtenteils von Tschechen bewohnte Ortschaft fast völlig entvölkert. Daraufhin erfolgte in der Zweiten Hälfte des 17. Jahrhunderts eine deutsche Besiedlung. Die „ui“- Mundart (bairisch-österreichisch) mit ihren speziellen Bairischen Kennwörtern, welche bis in das Schicksalsjahr 1945 gesprochen wurde, weist darauf hin, dass die neuen Siedler aus dem österreichischen bzw. süddeutschen Raum stammten. In der nachfolgenden Zeit erlosch die tschechische Minderheit in Mödlau ganz. Die Matriken des Ortes werden seit 1712 geführt. Im Jahre 1731 wurde dem Dorf von Kaiser Karl VI. das Marktrecht verliehen. 1749 zerstörte ein Brand die Kirche, das Pfarrhaus und 43 Häuser. Beim Brand von 1784 wurde das gesamte Städtchen in Schutt und Asche gelegt. Nach der Auflösung der Klöster unter Kaiser Joseph II. kam der Ort unter die Verwaltung des Religionsfonds. 1821 wurde der an der Kirche gelegene Friedhof aufgehoben und am östlichen Stadtrand ein neuer geweiht. Im Jahre 1831 brach die Cholera in Mödlau aus. Auch 1892 wütete ein Brand in Mödlau und zerstörte 25 Häuser.
Im Jahre 1900 lebten in Mödlau 780 Menschen. 1930 bestand Mödlau aus 168 Häusern und hatte 744 Einwohner, darunter 25 Tschechen. Darin inbegriffen waren die sieben Häuser des Ortsteils Mödlauer Mühle mit 29 Bewohnern. Auch wurde in diesem Jahr eine Freiwillige Feuerwehr gegründet. Das ausgeglichene warme Klima macht das Gebiet zu einem fruchtbaren Gartenland für Wein, Obst (besonders Zwetschken) und Gemüse mit besonderer Qualität. Neben allen Getreidearten wachsen auch Mais, Zuckerrüben und Kartoffeln. Ebenso war die Jagd auf dem Gemeindegebiet sehr ergiebig, so konnten pro Jahr ca. 600 Hasen, 250 Fasane und 1200 Rebhühner erlegt werden. Neben dem üblichen Kleingewerbe gab es im Ort eine Raiffeisenkassa, einen Bauunternehmer und eine Zementwarenerzeugung.
Nach dem Ersten Weltkrieg und dem Friedensvertrag von Saint Germain 1919, wurde der Ort, dessen Bewohner im Jahre 1910 ausschließlich der deutschen Sprachgruppe angehörten, Bestandteil der neuen Tschechoslowakischen Republik. In der Zwischenkriegszeit kam es durch neue Siedler und die Neubesetzung von Beamtenposten zu einem vermehrten Zuzug von Personen tschechischer Identität. Um 1920 erhielt der Ort eine Fernsprechanlage und 1926 wurde zu Ehre der Gefallenen ein Kriegerdenkmal errichtet. Die Elektrifizierung des Ortes fand im Jahre 1929 statt. Nach dem Münchner Abkommen, 1938, kam der Ort an das Deutsche Reich und wurde ein Teil des Reichsgau Niederdonau.
Nach dem Ende des Zweiten Weltkrieges (8. Mai 1945) – der 54 Opfer forderte – kamen, die im Münchener Abkommen (1939) an Deutschland übertragenen Territorien, im Rückgriff auf den Vertrag von Saint-Germain (1919) wieder zur Tschechoslowakei zurück. Bald kam es durch militanten Tschechen zu antideutsche Maßnahmen. Vier Männer und zwei Frauen kamen dabei zu Tode. 12 Mödlauer flohen vor den Exzessen über die Grenze nach Österreich. Im August 1945 bestimmten die Siegermächte im Potsdamer Kommuniqués (Konferenz) die Nachkriegsordnung. Die laufende, kollektive Vertreibung der deutschen Bevölkerung wurden darin nicht erwähnt, jedoch explizit ein geordneter und humaner Transfer der deutschen Bevölkerungsteile, die in der Tschechoslowakei zurückgeblieben sind, verlangt. Zwischen dem 29. März und dem 3. Oktober 1946 erfolgte die Zwangsaussiedlung von 481 Personen über Nikolsburg nach Westdeutschland. 41 Personen verblieben im Ort. Laut dem Beneš-Dekret 108 wurde das gesamte Vermögen der deutschen Einwohner sowie das öffentliche und kirchliche deutsche Eigentum konfisziert und unter staatliche Verwaltung gestellt.
Am 19. März 1947 wurde Medlov durch einen Eisstau an der Jihlavabrücke teilweise überflutet. Beim Hochwasser von 1951 wurde das Wehr in Jihlava unterspült und weggerissen. 1985 überflutete ein Hochwasser erneut Teile des Ortes. Der Naturpark Niva Jihlavy entstand im Jahre 2001. Seit 10. Oktober 2006 besitzt Medlov den Status eines Městys.

## Wappen und Siegel
Das älteste Ortssiegel stammt von 1601. Es zeigt innerhalb der Umschrift "SIGIL DES EIGEN MEDLAV 1601" einen Barockschild. In diesem Schild sind ein Winzermesser und ein Pflugsech abgebildet. Hinter dem Winzermesser befindet sich noch ein beblätterter Rebzweig mit zwei Trauben. Im 19. Jahrhundert wurde dieses Siegel durch einen bildlosen Gemeindestempel ersetzt.

## Bevölkerungsentwicklung
| Volkszählung | Einwohner gesamt | Volkszugehörigkeit der Einwohner | Volkszugehörigkeit der Einwohner | Volkszugehörigkeit der Einwohner |
| Jahr         | Einwohner gesamt | Deutsche                         | Tschechen                        | Andere                           |
| ------------ | ---------------- | -------------------------------- | -------------------------------- | -------------------------------- |
| 1880         | 741              | 724                              | 17                               | 0                                |
| 1890         | 729              | 712                              | 17                               | 0                                |
| 1900         | 780              | 780                              | 0                                | 0                                |
| 1910         | 773              | 772                              | 0                                | 1                                |
| 1921         | 783              | 750                              | 28                               | 5                                |
| 1930         | 744              | 709                              | 25                               | 10                               |

## Gemeindegliederung
Für den Městys Medlov sind keine Ortsteile ausgewiesen.

## Sehenswürdigkeiten
- Kirche des hl. Bartholomäus, errichtet zum Ende des 13. Jahrhunderts im gotischen Stil, 1749 und 1852 in Renaissancestil renoviert
- Pfarrhof (ehemaliges Jagdschloss)
- Dreifaltigkeitssäule auf dem Markt, aus dem Jahre 1698
- Statue des hl. Johannes von Nepomuk
- Statue des hl. Florian
- Mühle Medlovský Mlýn, westlich des Ortes
- Kriegerdenkmal 1926[12][13]

## Söhne und Töchter des Ortes
Cyrill Riedl (1848–1933) Stadt-Dechant und letzter deutscher Stadtpfarrer von Brünn

## Brauchtum
Reiches Brauchtum bestimmte den Jahresablauf der 1945/46 vertriebenen, deutschen Ortsbewohner:
- Die Jahrmärkte fanden an den Dienstagen nach Johann (27. Dezember), nach Matthäus (21. September) und nach Maria Heimsuchung (2. Juli) statt.
- Es gab einen kleinen Kirtag (am vierten Sonntag im August) und einen großen Kirtag (Kaiserkirtag) am dritten Sonntag im Oktober. Beim Einzug marschierten drei Altburschen gefolgt von der restlichen Burschenschaft ein. Ortsfremde Burschen wurden mit Musik vom Gasthof abgeholt und zum Kirtag geleitet.